# موقع جغرافي

خريطة العالم

الموقع الجغرافي :هو المكان أو الموقع يستخدم للتعريف عن نقطة على سطح الأرض أو أي مكان آخر بالنسبة للدول والمسطحات المائية المجاورة لهذا المكان كما يمكن تحديدها بواسطة خطوط الطول التي يبلغ عددها 360درجة يفصلها خط غرينتش إلى 180 درجة شرقا و 180 درجة غربا . و دوائر العرض والتي يبلغ عددها 180 درجة قسمتها دائرة الاستواء إلى 90 درجة شمالا و 90 درجة جنوبا.